# قانون إبعاد الهنود

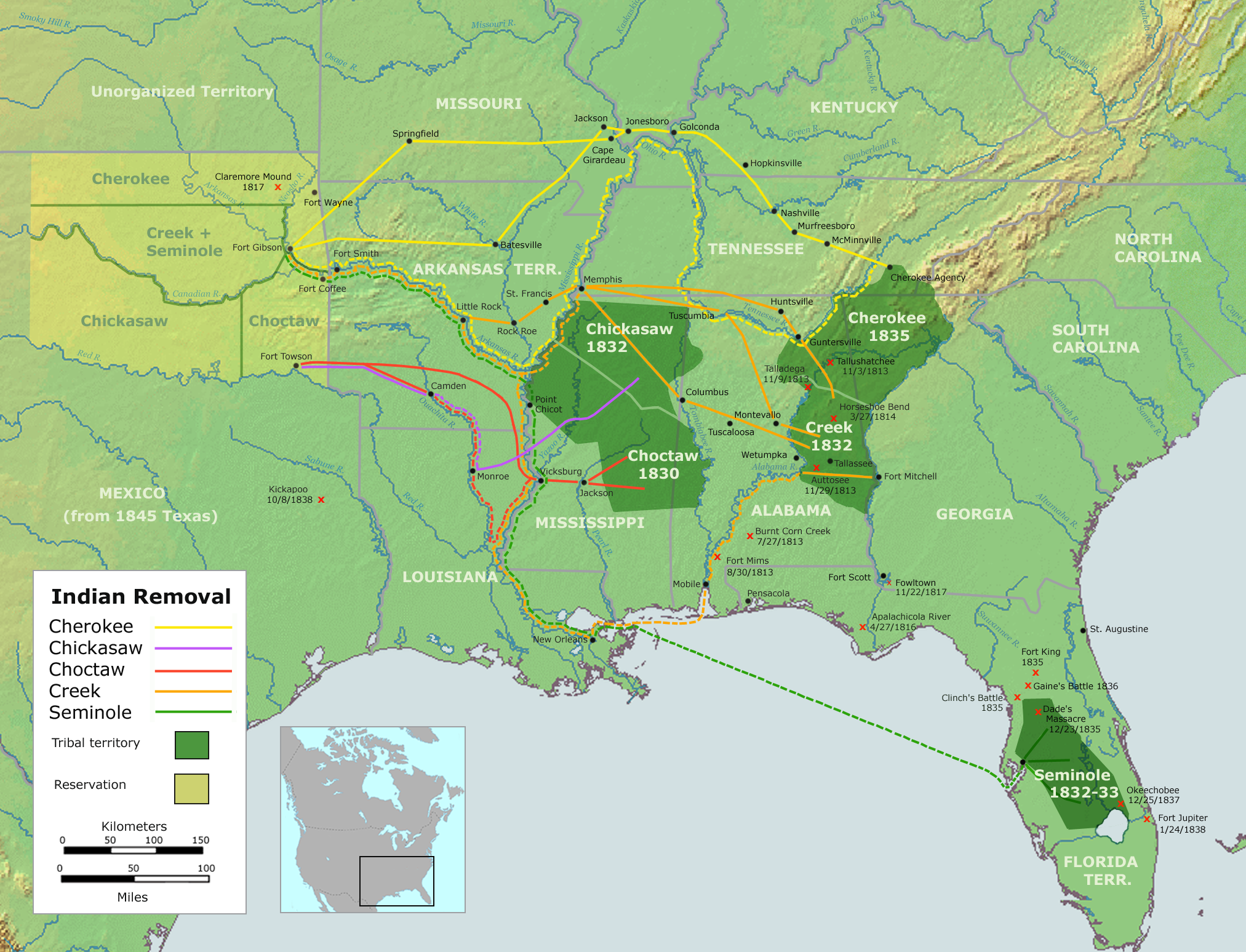
خريطة توضح مكان سكن القبائل الهندية الأصلية قبل وبعد تنفيذ قانون إزالة الهنود.

قانون إبعاد الهنود كان قانونًا أمريكيًا أصدر من قبل الكونغرس الأمريكي في 28 مايو 1830، خلال فترة رئاسة أندرو جاكسون، سمح للرئيس بالتفاوض مع القبائل الأمريكية الأصلية المعروفة محليًا آنذاك بالهنود الحمر والمنتشرة في جنوب الولايات المتحدة لإبعادهم إلى أراض فدرالية غرب الميسيسيبي مقابل التخلي عن أراضيهم الأصلية.
حصل القانون على دعم كبير من السكان غير الأصليين في الجنوب، الذي كانوا يتطلعون إلى الحصول على أراضي السكان الأصليين التي يقطنها القبائل الخمس المتحضرة، بينما عارضت البعثات التبشيرية المسيحية هذا القانون.

## الخلفية

### مشاركة الحضارة الأوروبية
عندما أصبح الأوروبيون والأمريكيون الأصليون على اتصال أثناء حقبة الاستعمار أو في أوائل تاريخ الولايات المتحدة، شعر الأوروبيون بأن حضارتهم متفوقة: فقد كان لديهم الكتابة والملاحة والمسيحية. والحل الواضح، الذي لم يتم حتى مناقشة صلاحيته إلا في وقت لاحق، كان مشاركة حضارتهم مع الأمريكيين الأصليين وتبني الحضارة الأوروبية. تم اقتراح هذا التثاقف في الأصل من قِبَل جورج واشنطن وكان جاريَا على قدم وساق بين قبائل الشيروكي والتشوكتاو مع بداية القرن 19. تم تشجيع الهنود على اعتماد العادات الأوروبية. أولًا، يتعيّن عليهم التحول إلى المسيحية والتخلي عن ممارسات «الوثنية». ينبغي أن يتعلموا أيضًا التحدث وقراءة اللغة الإنكليزية على الرغم من أن هناك اهتمامًا ضئيلًا بإنشاء نظام للكتابة والطباعة لعدد قليل من اللغات الأصلية ولا سيما لغة قبيلة شيروكي. اضطر الأمريكيون الأصليون إلى تبني الزواج الأحادي والتخلي عن الجنس غير الشرعي. وأخيرًا، كان لزامًا عليهم أن يتقبلوا مفهوم الملكية الفردية للأراضي وغيرها من الممتلكات (بما في ذلك العبيد الأفارقة في بعض الحالات). رددت سياسة توماس جفرسون تلك التي اتبعتها واشنطن: احترام حقوق الهنود في أوطانهم والسماح للقبائل الخمس المتحضرة بالبقاء شرق الميسيسيبي شريطة تبنيها للسلوك والممارسات الثقافية التي كانت متوافقة مع ممارسات الأمريكيين الأوروبيين. كان جيفرسون يؤمن بمجتمع قائم على الزراعة ويعزز هذا المجتمع.

### الفشل الملحوظ لهذه السياسة
بدأت حكومة الولايات المتحدة جهدًا منهجيًا لإبعاد قبائل الهنود الأمريكيين من الجنوب الشرقي. تم تأسيس شيكاسو وشوكتاو وسيمينول ودول شيروكي الأصلية كأمم مستقلة في جنوب شرق الولايات المتحدة.
سعى أندرو جاكسون إلى تجديد سياسة العمل السياسي والعسكري لإبعاد الهنود من هذه الأراضي وعمل على سنّ قانون لإبعاد الهنود. في خطاب عام 1829 عن حالة الاتحاد، دعا جاكسون إلى إبعاد الهنود بالكامل.
تم وضع قانون إبعاد الهنود لإعطاء الولايات الجنوبية الأراضي التي تعود بالأصل للأمريكيين الأصليين. يقول إيثان ديفيس إن «الحكومة الاتحادية وعدت جورجيا بإلغاء الملكية الهندية داخل حدود الولاية عن طريق الشراء بمجرد أن يتسنى الشراء بشروط معقولة». ومع مرور الوقت، بدأت الولايات الجنوبية في التعجيل بالعملية من خلال الادعاء بأن الصفقة بين جورجيا والحكومة الاتحادية باطلة وأن الولايات الجنوبية يمكن أن تصدر قوانين لإلغاء الملكية الهندية نفسها. ردًا على ذلك، أقرت الحكومة الفيدرالية قانون إبعاد الهنود في 28 مايو عام 1830، الذي وافق فيه الرئيس جاكسون على تقسيم أراضي الولايات المتحدة غرب نهر المسيسيبي إلى مقاطعات للقبائل لتحلّ محلّ الأراضي التي تم إبعادها منها.
في قضية جونسون ضد مينتوش (1823)، أصدرت المحكمة العليا للولايات المتحدة قرارًا ينصّ على أنه يمكن للهنود احتلال الأراضي والسيطرة عليها داخل الولايات المتحدة، لكنهم لا يستطيعون أن يحصلوا على حق ملكية تلك الأراضي. كان جاكسون ينظر إلى الاتحاد باعتباره فدرالية يضم دولًا محترمة للغاية مثلما كان شائعًا قبل الحرب الأهلية الأمريكية. عارض سياسة واشنطن المتمثلة في تأسيس معاهدات مع القبائل الهندية وكأنها دول أجنبية. والواقع أن هذا الفدرالية كان يشكل جزءًا لا يتجزأ منها. وبالتالي، فإن إنشاء الولايات القضائية الهندية يشكل انتهاكًا لسيادة الدولة بموجب المادة الرابعة الفرع 3 من الدستور. مثلما رأى جاكسون، فإما أن يتألف الهنود من دول ذات سيادة (والتي انتهكت الدستور) وإما أن يخضعوا لقوانين الولايات القائمة في الفدرالية. حثّ جاكسون الهنود على استيعاب وطاعة قوانين الولاية. وعلاوة على ذلك، أعرب عن اعتقاده بأنه لا يستطيع إلا تلبية الرغبة في الحكم الذاتي الهندي في الأقاليم الفدرالية، التي تتطلب إعادة توطين غرب نهر المسيسيبي على الأراضي الفدرالية.

## الدعم والمعارضة
حظي قانون الإبعاد بتأييد قوي في الجنوب وخاصة في جورجيا، التي كانت أكبر ولاية في عام 1802 وشاركت في نزاع قضائي مع الشيروكي. أعرب الرئيس جاكسون عن أمله في أن تحل عملية الإبعاد أزمة جورجيا. وإلى جانب القبائل الخمس المتحضرة، كان من بين الأشخاص الإضافيين المتضررين قبائل وايندوت وكيكابو وبوتاواتومي وشاوني ولينابي.
اعتُبر قانون الترحيل الهندي مثيرًا للجدل. وقد فضّل العديد من الأمريكيين خلال هذا الوقت سنّ مثل هذا القانون، لكن كانت هناك أيضًا معارضة كبيرة. احتج عليه العديد من المبشرين المسيحيين وأبرزهم المبشر جيرمايا إيفارتس. في الكونغرس، تحدث السيناتور ثيودور فريلينغايسن وعضو مجلس الشيوخ في كنتاكي هنري كلاي وعضو الكونغرس في تينيسي ديفي كروكيت ضد التشريع. لم يصدر قانون الإبعاد إلا بعد نقاش مرير في الكونغرس إذ شنّ كلاي حملة واسعة ضده على تذكرة الحزب الجمهوري الوطني في الانتخابات الرئاسية الأمريكية عام 1832.

اعتبر جاكسون أن إبعاد الدول القبلية الهندية أمرًا حتميًا، مشيرًا إلى تقدم الحياة المستقرة وزوال الدول القبلية في الشمال الشرقي الأمريكي. دعا منتقديه الشماليين المنافقين، نظرًا لتاريخ الشمال فيما يتعلق بالقبائل داخل أراضيها. قال جاكسون إن «التقدم يتطلب المضي قدمًا».
بكت البشرية مطولًا على مصير السكان الأصليين في هذا البلد، وقد تم استخدام فعل الخير منذ فترة طويلة في ابتكار الوسائل لتفادي ذلك، لكن تقدمها لم يحظى بأي فرصة فقد اختفت تلك القبائل واحدة تلو الأخرى من الأرض... لكن فعل الخير الحقيقي يوفق العقل مع هذه التقلبات مثلما يفعل لانقراض جيل لإفساح المجال لجيل آخر... في النصب التذكارية والحصون لشعب ما، المنتشرة في مناطق واسعة من الغرب، نرى النصب التذكارية لعرق تميّز بالقوة ذات يوم، والذي تم إبادته أو إبعاده لإفساح المجال للقبائل المتوحشة الأخرى... لم يكن بإمكان فعل الخير أن يرى هذه القارة تعود إلى الحالة التي وجدها فيها أجدادنا. أي رجل طيّب يفضّل بلدًا مغطاة بالغابات ومحكومة بمجموعة من الهمج الذين سيضرون بجمهوريتنا واسعة النطاق المتميزة بالمدن والبلدات والمزارع المزدهرة والمزينة بكل التحسينات التي يمكن للفن أن يبتكرها أو تنفذها الصناعة والتي يشغلها أكثر من 12،000،000 شخص سعيد لقاء نعمة الحرية والحضارة والدين؟
وفقًا للمؤرخ إتش. دبليو. براندس، اعتقد جاكسون بصدق أن نزوح السكان هو «سياسة حكيمة وإنسانية» التي من شأنها أن تنقذ الهنود من «الإبادة المطلقة». صوّر جاكسون عملية الإبعاد كعمل كريم نابع من الرحمة.
وفقًا لروبرت م. كيتون، استخدم أنصار مشروع القانون روايات الكتاب المقدس لتبرير إعادة التوطين القسري للأمريكيين الأصليين.